# Дунавске Швабе
Подунавске Швабе је назив за Немце који су од 18. века живели у Транслајтанији, односно у источном делу Хабзбуршке монархије, а након 1918. године у Краљевини СХС — Југославији (данашњој Србији — Војводина, делови Београда и Поморавље са Понишављем, где су се махом стопили са тамошњим етносом), као и Хрватској — Славонија, Срем, Барања), Румунији (на Карпатима и у Трансилванији) и Мађарској.

## Историја
Подунавске Швабе су поменуте територије населиле углавном у 18. веку, након протеривања Османских Турака са тих простора и укључења истих у састав Хабзбуршке монархије. Монархија је делове ових територија укључила у састав своје Краљевине Угарске, док је друге делове ставила под засебну управу у оквиру Војне границе, Краљевине Славоније и Тамишког Баната (касније и Војводства Србије и Тамишког Баната).
Током хабзбуршке управе, Немци су чинили привилеговану нацију у држави, а немачки језик је био језик међуетничког споразумевања. Након Аустроугарског компромиса из 1867. године, сви делови Транслајтаније улазе у састав угарског дела монархије, а мађарски језик уместо немачког постаје језик управе и међуетничког споразумевања. Подунавске Швабе тада фактички од владајућег народа монархије постају национална мањина у Угарској и бивају изложени интензивној мађаризацији.
У време распада Аустроугарске 1918. године, на иницијативу Подунавских Шваба створена је краткотрајна Банатска република у Банату, да би подручја настањена Подунавским Швабама ускоро била подељена између Краљевине СХС (Југославије), Румуније и Мађарске. Предлог Подунавских Шваба да се од Баната и Бачке формира посебна држава под називом Банатија није био уважен на мировној конференцији.
У међуратном периоду, положај Подунавских Шваба у Југославији био је нешто бољи него у предратној Угарској, јер су имали више могућности за неговање свог језика и културе. У ово доба се међу припаднике ове мањине шире и политичке идеје из Немачког рајха, које ће пресудно деловати на збивања у Другом светском рату.
Окупацијом и поделом Југославије 1941. године, Подунавске Швабе преузимају сву власт у Банату, који званично постаје аутономна територија у саставу Недићеве Србије, што је било само делимично остварење плана о стварању велике државе Подунавских Шваба под називом Јужнонемачка тампон држава, која би обухватала делове Југославије, Румуније и Мађарске. У окупираном југословенском Банату под управом Подунавских Шваба, Швабе су чиниле мањину у односу на већинске Србе, а период швапске управе у Банату карактерисао је прогон Јевреја, Рома и Срба антифашиста, као и масовно приступање Подунавских Шваба немачкој војсци, посебно злогласној дивизији Принц Еуген, познатој по масовним злочинима широм Југославије.
Поразом Немачке у Другом светском рату, један део Подунавских Шваба се исељава из Југославије заједно са немачком војском у повлачењу, док већини осталих нове комунистичке власти укидају грађанска права и шаљу их у сабирне логоре. Као разлог за колективно укидање грађанских права Швабама, узета је у обзир колаборација великог дела швапске популације са немачким окупаторима, као и неучешће припаднике ове етничке групе у народноослободилачком покрету.
Након укидања логора, Швабама су враћена грађанска права, али се највећи део њих исељава из Југославије у наредним деценијама, делом због националних и политичких, а делом због економских разлога. Швабе су се такође великим делом иселиле и из Румуније и Мађарске, док је део њихове популације и асимилован. Након Другог светског рата се један део Подунавских Шваба у Југославији изјаснио за припадност мађарској народности, а током времена и асимиловао у ову етничку групу. Поред Немачке и Аустрије, многе Подунавске Швабе су емигрирале и у САД, Канаду, Бразил, Аргентину, Мексико и Аустралију.
- Банатска република, 1918.
- Предлог државе Банатије, 1920.
- Предлог Јужнонемачке тампон државе, 1941.
- Аутономни Банат у Недићевој Србији, 1941—1944.

## Географска распрострањеност
По попису из 1931. године у Југославији, Немци су чинили највећи део становништва у срезовима Бачка Паланка, Оџаци, Кула, Апатин и Сомбор, а такође су чинили и већину становништва у неким значајним насељима као што су Вршац, Рума, Бачка Паланка, Инђија, Врбас, Футог, Апатин, Нова Пазова, Бела Црква, Црвенка, Оџаци, Бачки Јарак, Бач, Банатски Карловац, Пландиште, Житиште, Јаша Томић, Сечањ, итд.

## Демографија
Немци у Војводини, према различитим пописима од 1900. до 2011. године:
| Година | Број Немаца | Проценат Немаца |
| ------ | ----------- | --------------- |
| 1900.  | 336.430     | 23,5%           |
| 1910.  | 324.180     | 21,4%           |
| 1921.  | 335.902     | 21,9%           |
| 1931.  | 328.631     | 20,2%           |
| 1948.  | 28.869      | 1,8%            |
| 1953.  | 35.290      | 2,1%            |
| 1961.  | 11.432      | 0,6%            |
| 1971.  | 7.243       | 0,4%            |
| 1981.  | 3.808       | 0,2%            |
| 1991.  | 3.873       | 0,2%            |
| 2002.  | 3.154       | 0,2%            |
| 2011.  | 3.272       | 0,2%            |